# 히나미 후우
히나미 후우(일본어: 妃海 風, 1989년 4월 12일 ~ )은 일본의 배우·가수. 전 다카라즈카 가극단 호시구미 톱여역.
오사카부 스이타시, 키타센리고등학교 출신. 신장 164cm. 혈액형 B형. 애칭 "후-짱", "세브".
소속 사무소는 지알 프로모션.

## 약력
2007년 다카라즈카 음악학교 입학.
2009년 다카라즈카 가극단 95기생으로 입단. 소라구미 공연 「장미에 내리는 비／Amour 그것은…」으로 초무대. 그 후에 호시구미 배속.
삼박자를 갖춘 실력파로 주목을 받고, 2012년 「우연히 만나 다시 2nd」에서 신인공연 첫 히로인.
2013년 「남태평양」 (드라마시티ㆍ일본청년관 공연)으로 전과 이사인 토도로키 유우의 상대역을 맡아, 동상 공연 첫 히로인. 같은 해 「햇빛이 드는 쪽으로(日のあたる方へ)」 (드라마시티ㆍ일본청년관 공연)으로 2번째 동상 공연 히로인
2014년 「잠들지 않는 남자 나폴레옹」으로 2번째 신인공연 히로인. 같은 해 「알카사르」로 바우홀 공연 첫 히로인
2015년 5월 11일자로 호시구미 톱여역 취임. 호쿠쇼 카이리의 상대역으로 「가이즈 앤 돌즈」로 톱 콤비 대극장 오히로메.
노래나 연기 모두 우수하며, 밝고 귀여운 여역으로써 팬들에게 사랑을 받았지만, 2016년 11월 20일, 「벚꽃에 춤춰라／로맨스!!」 도쿄 공연 천추락을 기해, 상대역인 호쿠쇼와 같이 다카라즈카 가극단을 퇴단.
2017년 4월 12일 자신의 28살 생일을 기해, 지알 프로모션 소속이 되어, 예능활동을 개시.

## 다카라즈카 가극단 재단 중의 주요 무대
| 기간 (월)                   | 소속 | 제목                                                  | 공연장                                | 배역                         | 비고                                              |
| --------------------------- | ---- | ----------------------------------------------------- | ------------------------------------- | ---------------------------- | ------------------------------------------------- |
| 2009년                      |      |                                                       |                                       |                              |                                                   |
| 4~5                         | 소라 | 장미에 내리는 비                                      | 다카라즈카 대극장                     |                              | 초무대                                            |
| 4~5                         | 소라 | Amour 그것은…                                         | 다카라즈카 대극장                     |                              | 초무대                                            |
| 6~9                         | 호시 | 태왕사신기 Ver.Ⅱ -새로운 왕의 여행-                   | 다카라즈카 대극장 도쿄 다카라즈카극장 | 화욤 (신인공연)              | 본역 : 카와이 미즈호                              |
| 10~11                       | 호시 | 재회                                                  | 전국투어                              |                              |                                                   |
| 10~11                       | 호시 | 소울 오브 시바!! -꿈의 슈즈를 신은 무신(舞神)-        | 전국투어                              |                              |                                                   |
| 2010년                      |      |                                                       |                                       |                              |                                                   |
| 1~3                         | 호시 | 합스부르크의 보검 -영혼에 깃든 빛-                    | 다카라즈카 대극장 도쿄 다카라즈카극장 |                              |                                                   |
| 1~3                         | 호시 | BOLERO -어떤 사랑-                                    | 다카라즈카 대극장 도쿄 다카라즈카극장 |                              |                                                   |
| 4~5                         | 호시 | 격정 -호세와 카르멘-                                  | 전국투어                              |                              |                                                   |
| 4~5                         | 호시 | BOLERO -어떤 사랑-                                    | 전국투어                              |                              |                                                   |
| 7~8                         | 호시 | 로미오와 줄리엣                                       | 우메다예술극장 하카타좌               |                              |                                                   |
| 10~12                       | 호시 | 다카라즈카 꽃의 춤 두루마리 -가을의 춤-               | 다카라즈카 대극장 도쿄 다카라즈카극장 |                              |                                                   |
| 10~12                       | 호시 | 사랑과 청춘의 여행길                                  | 다카라즈카 대극장 도쿄 다카라즈카극장 |                              |                                                   |
| 2011년                      |      |                                                       |                                       |                              |                                                   |
| 1~2                         | 호시 | 메이짱의 집사 -나의 목숨을 대신해서 지켜드리겠습니다- | 바우홀 일본청년관                     | 야마다 타미타미              |                                                   |
| 4~7                         | 호시 | 노바 보사 노바 -빼앗겨버린 카르나발-                  | 다카라즈카 대극장 도쿄 다카라즈카극장 | 비너스 (신인공연)            | 본역 : 레이 마코토                                |
| 4~7                         | 호시 | 우연히 다시 만나 -My only shinin' star-               | 다카라즈카 대극장 도쿄 다카라즈카극장 |                              |                                                   |
| 8~9                         | 호시 | 란슬롯                                                | 바우홀                                | 어린 란슬롯                  |                                                   |
| 11~2012. 2                  | 호시 | 오션스 11                                             | 다카라즈카 대극장 도쿄 다카라즈카극장 | 에메랄드 (신인공연)          | 본역 : 시로타에 나츠                              |
| 2012년                      |      |                                                       |                                       |                              |                                                   |
| 3                           | 호시 | 천사의 사다리                                         | 일본청년관 바우홀                     | 키티                         |                                                   |
| 5~8                         | 호시 | 댄서 세레나타                                         | 다카라즈카 대극장 도쿄 다카라즈카극장 | 안젤리타 (신인공연)          | 본역 : 시라하나 레미                              |
| 5~8                         | 호시 | Celebrity-셀레브리티-                                 | 다카라즈카 대극장 도쿄 다카라즈카극장 |                              |                                                   |
| 9                           | 호시 | 호박색 비에 젖어                                      | 전국투어                              | 마오                         |                                                   |
| 9                           | 호시 | Celebrity-셀레브리티-                                 | 전국투어                              |                              |                                                   |
| 11~2013. 2                  | 호시 | 다카라즈카 쟈포니즘 ~서파급~                          | 다카라즈카 대극장 도쿄 다카라즈카극장 |                              |                                                   |
| 11~2013. 2                  | 호시 | 우연히 다시 만나 2nd ~Star Bride~                     | 다카라즈카 대극장 도쿄 다카라즈카극장 | 실비아 드 오르곤 (신인공연)  | 본역 : 유메사키 네네                              |
| 11~2013. 2                  | 호시 | Étoile de TAKARAZUKA                                  | 다카라즈카 대극장 도쿄 다카라즈카극장 | 에트와르팜 (신인공연)        | 본역 : 유우카 리코 신인공연 첫 히로인 첫 에트와르 |
| 2013년                      |      |                                                       |                                       |                              |                                                   |
| 3~4                         | 호시 | 남태평양                                              | 시어터드라마시티 일본청년관           | 넬리 포부시                  | 동상 첫주연                                       |
| 5~8                         | 호시 | 로미오와 줄리엣                                       | 다카라즈카 대극장 도쿄 다카라즈카극장 | 유모 (신인공연)              | 본역 : 미시로 렌                                  |
| 10                          | 호시 | 햇빛이 드는 쪽으로 -나라는 이름의 타자(他者)-         | 시어터드라마시티 일본청년관           | 마리아                       | 동상 히로인                                       |
| 2014년                      |      |                                                       |                                       |                              |                                                   |
| 1~3                         | 호시 | 잠들지 않는 남자 나폴레옹 -사랑과 영광의 끝에         | 다카라즈카 대극장 도쿄 다카라즈카극장 | 포리누 조세핀 (신인공연)     | 본역 : 유메사키 네네 신인공연 히로인              |
| 5~6                         | 호시 | 태양왕 ~르 로와 소레이유~                             | 토큐시어터오브                        | 프랑스와 드비녜              |                                                   |
| 7~10                        | 호시 | The Lost Glory -아름다운 환영-                        | 다카라즈카 대극장 도쿄 다카라즈카극장 | 에바 에마 (신인공연)         | 본역 : 오토하나 유리 에트와르                     |
| 7~10                        | 호시 | 패셔네이트 다카라즈카!                                | 다카라즈카 대극장 도쿄 다카라즈카극장 |                              |                                                   |
| 12                          | 호시 | 알카사르 ~왕성~                                       | 바우홀                                | 마리아 드 파델리아           | 바우 첫 히로인                                    |
| 2015년                      |      |                                                       |                                       |                              |                                                   |
| 2~5                         | 호시 | 흑표와 같이                                           | 다카라즈카 대극장 도쿄 다카라즈카극장 | 아르비라 세븐시즈 (신인공연) | 본역 : 무라사키 리라                              |
| 2~5                         | 호시 | Dear DIAMOND!! -101캐럿의 영원한 빛-                  | 다카라즈카 대극장 도쿄 다카라즈카극장 |                              |                                                   |
| 2015년 호시구미 톱여역 취임 |      |                                                       |                                       |                              |                                                   |
| 6~7                         | 호시 | 대해적 -복수의 카리브해-                              | 전국투어                              | 엘렌                         | 톱 오히로메 공연                                  |
| 6~7                         | 호시 | Amour 그것은...                                       | 전국투어                              |                              |                                                   |
| 8~11                        | 호시 | 가이즈 앤 돌즈                                        | 다카라즈카 대극장 도쿄 다카라즈카극장 | 사라 브라운                  | 대극장 톱 오히로메 공연                           |
| 2016년                      |      |                                                       |                                       |                              |                                                   |
| 1                           | 호시 | LOVE＆DREAM-I.Sings Disney／II.Sings TAKARAZUKA-      | 도쿄국제포럼 우메다예술극장           |                              |                                                   |
| 3~6                         | 호시 | 박쥐...박쥐박사의 유쾌한 복수극...                    | 다카라즈카 대극장 도쿄 다카라즈카극장 | 아델레                       |                                                   |
| 3~6                         | 호시 | THE ENTERTAINER!                                      | 다카라즈카 대극장 도쿄 다카라즈카극장 |                              |                                                   |
| 7                           | 호시 | 목소리를 하나로...One voice                           | 바우홀                                |                              |                                                   |
| 8~11                        | 호시 | 벚꽃에 춤추다 -SAMURAI The FINAL-                     | 다카라즈카 대극장 도쿄 다카라즈카극장 | 오오타니 후유                | 퇴단공연                                          |
| 8~11                        | 호시 | 로망스!!                                              | 다카라즈카 대극장 도쿄 다카라즈카극장 |                              | 퇴단공연                                          |

### 출연 이벤트
- 2011년 7월 토도로키 유우 디너쇼 『Rendez-Vous〜오늘 밤 당신과〜』
- 2011년 12월 『다카라즈카 스페셜 2011〜내일에 거는 꿈〜』 (코러스)
- 2014년 12월 『다카라즈카 스페셜 2014-Thank you for 100 years-』
- 2015년 9월 제 53회 『다카라즈카 무용회』
- 2015년 12월 『다카라즈카 스페셜 2015-New Century，Next Dream-』
- 2016년 10월 히나미 후우 뮤직 살롱 『Princesa!!』 주연

## 퇴단 이후 주요 활동

### 무대
| 기간 (월) | 제목                   | 공연장                                                       | 배역               | 비고 |
| --------- | ---------------------- | ------------------------------------------------------------ | ------------------ | ---- |
| 2018년    |                        |                                                              |                    |      |
| 3         | 에도는 불타고 있는가   | 신바시연무장                                                 | 준코               |      |
| 6         | SHOW STOPPERS!!        | 도쿄국제포럼 드라마시티                                      |                    |      |
| 9 - 10    | 두 유 워너 댄스?       | 마이하마안피시어터                                           | 사카가미           |      |
| 12        | 길                     | 일생극장                                                     |                    |      |
| 2020년    |                        |                                                              |                    |      |
| 3         | 리틀 샵 오브 호러즈    | 시어터크리에                                                 | 오드리             |      |
| 9 - 10    | Gang Showman           | 시어터크리에                                                 | 린다               |      |
| 2021년    |                        |                                                              |                    |      |
| 6 - 7     | CLUB SEVEN ZERO III    | 시어터크리에 빌리지홀 드라마시티                             |                    |      |
| 8 - 9     | 리틀 샵 오브 호러즈    | 시어터크리에                                                 | 오드리             |      |
| 2022년    |                        |                                                              |                    |      |
| 2 - 7     | 센과 치히로의 행방불명 | 제국극장 우메다예술극장 하타카좌 삿포로문화예술극장 미소노좌 | 린 / 치히로의 엄마 |      |

### TV 출연
- 2018년 4월 - 2022년 3월, 아사히방송테레비 『아침이다! 생방입니다 여행 샐러드』 - 여행샐러드 걸즈

## 수상 이력
- 2013년, 『한큐스미레회 팬지상』 - 신인상
- 2015년, 『다카라즈카 가극단 연도상』 - 2014년도 노력상